# Distrito de Huarochirí

Provincia de Huarochirí en el Departamento de Lima, Perú

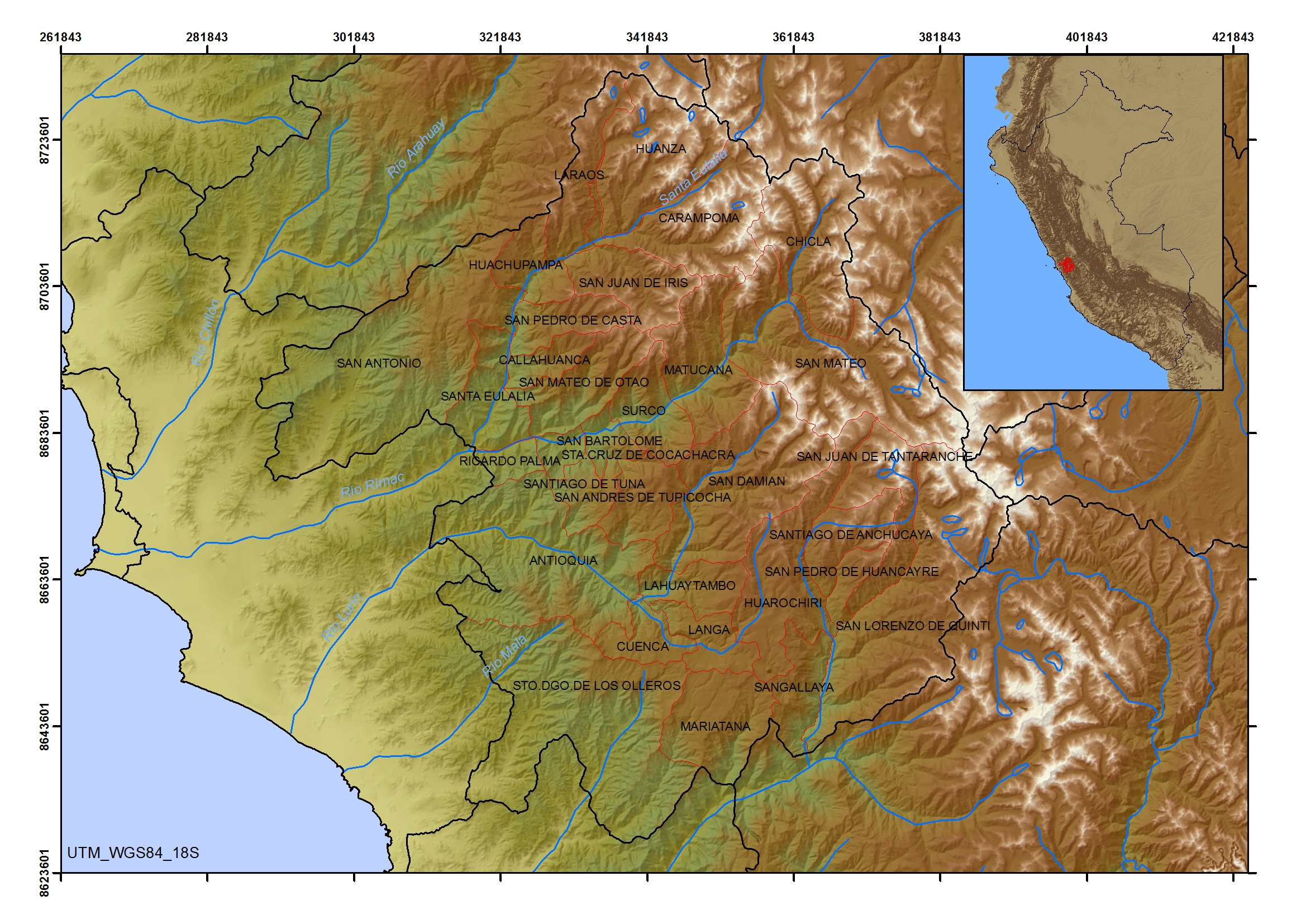
Distritos de la Provincia de Huarochirí

El distrito de Huarochirí es uno de los treinta y dos distritos de la provincia de Huarochirí, ubicada en el departamento de Lima, bajo la administración del Gobierno Regional de Lima-Provincias.
Dentro de la división eclesiástica de la Iglesia Católica del Perú, pertenece a la Prelatura de Yauyos.

## Historia
Hacia el año 1534, con la llegada de los españoles se inició la división territorial en cinco repartimientos otorgados en forma de encomiendas: Manco-Laraos, Yauyos, Huarochirí, Mama y Chaclla, cada una a base de varias huarangas. Los curacas de cada saya quedaron a partir de ese momento desvinculados el uno del otro.
Huarochirí es un distrito reconocido como Rinconcito del Perú. Fue fundado con el nombre de Santa María Jesús de Huarochirí por una pequeña expedición de españoles encabezado por Fernando de Soto. De acuerdo con una nueva fuente de investigación, se cree que la fundación tuvo lugar el 15 de agosto, entre los años de 1534, o 1535, antes del retorno de Fernando de Soto a España. 
Los primeros pobladores fueron provenientes del área del altiplano en la que durante la sociedad imperial los habitantes conquistados que no se adaptaban al régimen incaico eran desalojados a la región de Yauyos donde se desarrolló el dialecto del Cauque que proviene de una combinación del aimara y del quechua.
Los Ayllus de Huarochirí fue parte de una administración imperial incaico. Huarochirí era parte de los Hanan Yauyos que fue conquistada por Pachacútec para el Imperio Incaico. Una leyenda sustenta que cuando el conquistador cuzqueño llegó a la zona sintió tanto frío que solicitó algunas ropas. De allí el nombre Huarochirí proviene de dos voces: HUARO significa falda o ropa, y CHIRI significa frío. 
Durante la independencia, Huarochirí junto a San Juan de Matucana, Carampoma, San Mateo de Huanchor, Santa Eulalia, el asiento minero de Yauli, San Pedro de Casta, San Lorenzo de Quinti, San Damián, San José de Chorrillos y Santo Domingo de los Olleros, fue uno de los once distritos que conformaron la provincia de Huarochirí creada por decreto el 4 de agosto de 1821, durante el Protectorado del Libertador José de San Martín.

## Geografía
Está ubicado en la zona alta del valle del río Mala, sobre una meseta que se extiende al oeste del nevado del Pariakaka. Los pueblos aledaños son: Santiago de Anchucaya (enlace roto disponible en Internet Archive; véase el historial, la primera versión y la última)., San Pedro de Huancayre, San Lorenzo de Quinti, Huanchac, Quiripa, Sangallaya, San Juan de Tantaranche.
El pueblo de Huarochirí [S 12.137851°, W 76.23191408°] a 3144 m.s.n.m es su capital. La agricultura y la ganadería son los principales rubros de la vida económica. El huarochirano trabajador de un pueblo predominantemente ganadero (vacunos), su producción lechera es aprovechada para realizar un derivado de la leche y obtener queso fresco, muy conocido en la ciudad de Lima.

## Autoridades

### Municipales
- 2015 - 2018[2]
  - Alcalde: Miguel Ángel García Aguirre, Movimiento Concertación para el Desarrollo Regional (CDR).
  - Regidores: Ernesto Gabino Isidro Palomino (CDR), Elisea Rufina Carhuavilca Huaringa (CDR), Flavio Valdis Aguirre Contreras (CDR), Crisóstomo Mauro Huaringa Carhuavilca (CDR), Pedro Ángel Quinto Huaringa (Fuerza Regional).
- 2011 - 2014[3]
  - Alcalde:  Guillermo Adalberto Cuellar Yacsavilca, Movimiento Fuerza 2011 (K).[4]
  - Regidores: Luis Ángel Palomino Tello (K), Teodoro Juan Huaringa Rado (K), Eusterio Pedro Carhuavilca Parco (K), Dolly Vivian Quinto Quispe (K), Liduvino Nilton Contreras Chuquiyuri (CDR).
- 2007 - 2010[5]
  - Alcalde: Grimaldo Julio Rado Huaringa, Partido Siempre Unidos.
- 2003 - 2006
  - Alcalde: Beethoven Teodoro Cuéllar Tello, Movimiento Fuerza Democrática.
- 1999 - 2002
  - Alcalde: Ladislao Macavilca Torres, Movimiento independiente Vamos Vecino.
- 1996 - 1998
  - Alcalde: Beethoven Teodoro Cuéllar Tello, Lista independiente N° 5 Reconstrucción Huarochirana.
- 1993 - 1995
  - Alcalde: Beethoven Teodoro Cuéllar Tello, Movimiento independiente Mayoría Nueva Huarochirana.
- 1987 - 1989
  - Alcalde: Ladislao Macavilca Torres, Partido Aprista Peruano.
- 1984 - 1986
  - Alcalde: Justo Otón Cuéllar Cajahuaringa, Partido Aprista Peruano.
- 1981 - 1983
  - Alcalde: Tomás Cuéllar Tello, Partido Acción Popular.

### Policiales
- Comisaría de Huarochirí
  - Comisario: Mayor PNP.[6]

### Religiosas
- Prelatura de Yauyos[7]
  - Obispo Prelado: Mons. Ricardo García García.
- Parroquia Nuestra Señora de la Asunción[8]
  - Párroco: Pbro. Artemio Quispe Huamán.
  - Vicario parroquial: Pbro. José Carpio Urquizo.

## Educación

### Instituciones educativas
- I.E. Escuela 20553 Julio César Tello Rojas.
- I.E. Colegio estatal Santa Cruz de Huarochirí.
- I.E. Educación Superior Tecnológica Amauta Julio C. Tello.

## Festividades
- Agosto: Nuestra Señora de la Asunción, Santa Rosa de Lima.